# Sipninis
Els sipninis (Sypnini) són una tribu de lepidòpters ditrisis de la família dels erèbids (Erebidae), subfamília Erebinae.

## Gèneres
- Daddala
- Hypersypnoides
- Pterocyclophora
- Sypna
- Sypnoides